# Ausrine
Ausrine, Aušra – Zorza Poranna, Jutrzenka, w bałtyjskich mitach astralnych narzeczona Gwiazdy Porannej. 